# Podrąbiona
Podrąbiona (dodatkowa nazwa w j. kaszub. Pòdrąbiónô) – osada leśna wsi Borsk w Polsce, położona w województwie pomorskim, w powiecie kościerskim, w gminie Karsin, na obszarze leśnym Borów Tucholskich. Niedaleko osady znajduje się byłe lotnisko wojskowe. W obrębie miejscowości znajduje się „Leśniczówka Podrąbiona”.
W latach 1975–1998 osada administracyjnie należała do województwa gdańskiego.

## Nazwy źródłowe
niem. Eibenrode.